# Erhard Altdorfer
Erhard Altdorfer (auch Erhart Altdorfer; * wahrscheinlich nach 1480 in Regensburg; † nach 1561 in Schwerin) war ein deutscher Zeichner, Maler und Baumeister, der von 1512 bis 1561 in Schwerin als Hofmaler tätig war.

## Leben
Erhard Altdorfer war der jüngere Bruder des Albrecht Altdorfer, von dem er wahrscheinlich auch ausgebildet wurde und mit dem er vermutlich gegen 1506 eine Werkstattgemeinschaft bildete. Gegen 1510 wird eine Arbeit für die österreichischen Stifte Lambach, St. Florian und Klosterneuburg vermutet, wo er wahrscheinlich erstmals mit Arbeiten von Lucas Cranach d. Ä. in Berührung gekommen sein könnte. 1512 übersiedelte er nach Schwerin, wohin ihn Herzog Heinrich V. („der Friedfertige“) von Mecklenburg-Schwerin als Hofmaler und Baumeister berufen hatte. Auf einer Reise mit dem Herzog wird er vermutlich 1512 auch Lucas Cranach getroffen haben. Ein 1516 im Auftrag der Herzöge Heinrich und Albrecht VII. geschaffener Altar für die Heilig-Blut-Kapelle der Stadtkirche Sternberg in Sternberg wurde im Jahr 1741 durch einen Brand vernichtet.
Für die 1533/34  bei Ludwig Dietz gedruckte Lübecker Bibel in der niederdeutschen Übertragung von Johannes Bugenhagen lieferte er Holzschnitte. Für seine Arbeiten wird er vom Herzog 1537 mit einem Haus beschenkt. Zwischen 1546 und 1551 wird er mit mehreren Bauaufträgen bedacht, die jedoch so allgemein gehalten sind, dass man sie heute nicht mehr fassen kann. Ab 1552 wurde er vom Herzog Johann Albrecht I. von Mecklenburg auf dessen schriftliche Anforderung an Herzog Heinrich übernommen. Für Herzog Johann Albrecht I. war er zwischen 1552 und 1555 vermutlich der leitende Architekt des Fürstenhofes in Wismar. Gegen 1561 wird er letztmals erwähnt.
Er nahm Einfluss auf ihm nahestehende Tafelmaler und zumindest Teile von Altären in der Sammlung des St.-Annen-Museums werden ihm direkt zugeschrieben.
Im Gegensatz zu seinem Bruder zeigt sich Erhard Altdorfer in seinem künstlerischen Werk weniger selbstständig und kreativ und greift vielfach auf vorgefertigte Muster anderer Künstler wie seinem Bruder, Jacopo de’ Barbari und vor allen Dingen der Cranach-Werkstatt zurück. Er war vorwiegend als Zeichner und Grafiker tätig und hat anscheinend nur wenige Gemälde geschaffen. Nur wenige seiner Arbeiten sind signiert, so dass ein Großteil der ihm heute zugewiesenen Arbeiten lediglich Zuschreibungen sind.

## Werke

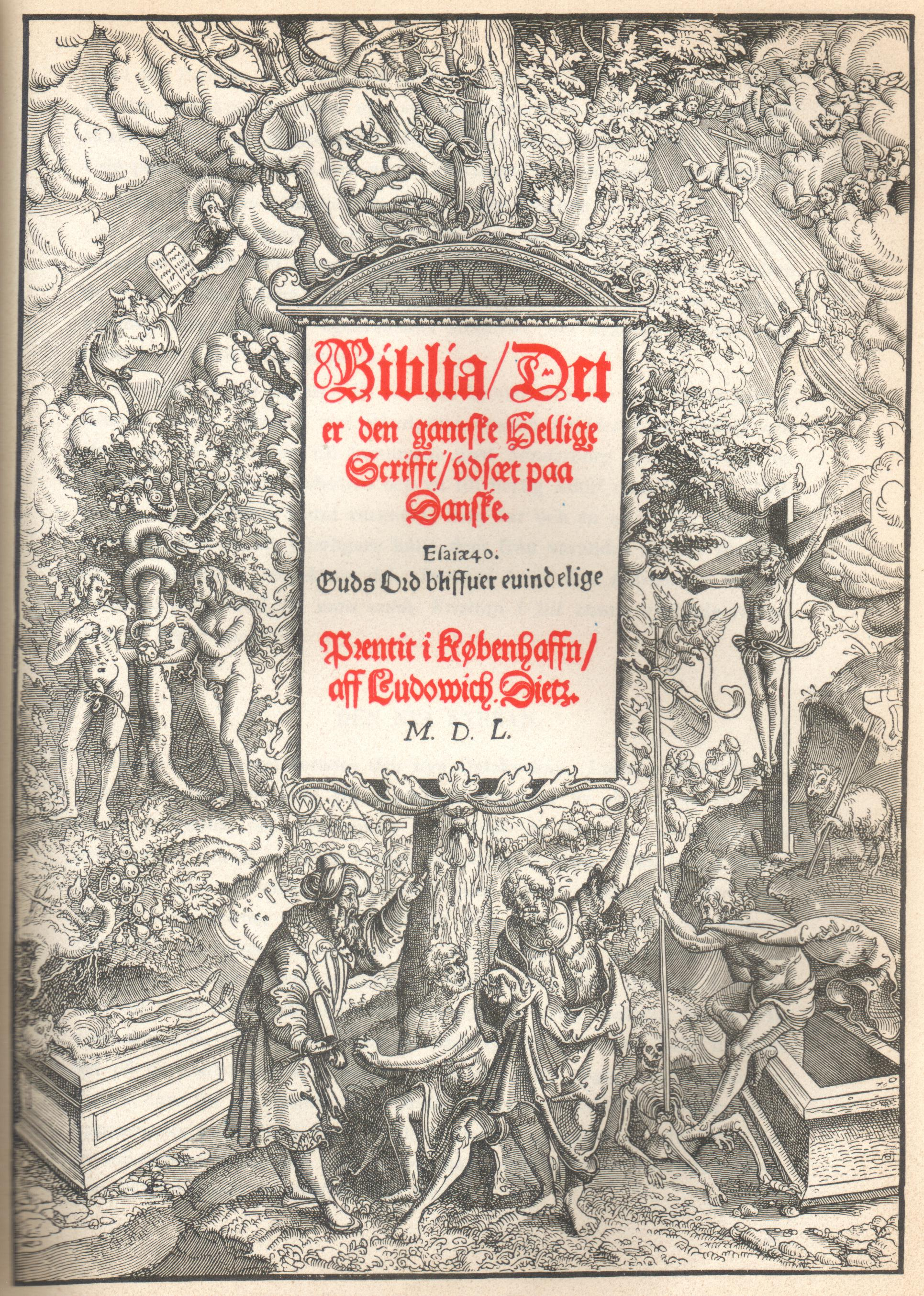
Erste vollständig dänische Bibelübersetzung, 1550, mit Holzschnitten von Erhard Altdorfer

### Zugeschriebene Gemälde
- Aufseee, Schlosskapelle
  - Flucht nach Ägypten.
- Berching, St.-Lorenz-Pfarrkirche
  - 8 Tafeln für einen Laurentius-Altar.
- Gutenstetten, Kirche
  - Johannes-Altar.
- Klosterneuburg, Stiftsmuseum
  - Der heilige Leopold findet den Schleier.
- Lübeck, Museumsquartier St. Annen
  - Gemalte Flügel des Maria-Magdalenen-Altars aus der Burgkirche, Szenen aus der Legende der Maria Magdalena
  - Zwei weitere Bilder aus diesem Altar besitzt das Allen Memorial Art Museum am Oberlin College
  - zwei Weitere Bilder aus diesem Altar wurden 2024/25 im deutschen Kunsthandel erworben[6] und werden ab Sommer 2025 wieder in Lübeck neben dem Fragment gezeigt[7]
- Paris, Privatsammlung
  - Die Predigt des heiligen Johannes des Täufers.
- Regensburg, Historisches Museum
  - Die Enthauptung des heiligen Johannes des Täufers.
  - Das Martyrium des heiligen Johannes des Evangelisten.
  - Die heilige Agnes.
  - Die heilige Apollonia.
- Warschau, Muzeum Narodowe
  - Szenen aus dem Leben Jobs. (wird der Werkstatt zugeschrieben)
- Verbleib unbekannt
  - Der sich kasteiende heilige Hieronymus. (zuletzt in einer nicht genannten Privatsammlung)
  - Der heilige Johannes auf Patmos. (zuletzt in amerikanischem Privatbesitz nachweisbar)

### Zeichnungen
- Berlin, Kupferstichkabinett
  - Gesellschaft in einem Raum mit Springbrunnen. 1506
  - Maria mit dem Kinde. (recto); Kruzifix mit einem Schächer und betendem Johannes. (verso) um 1520 – 1530
- Braunschweig, Herzog Anton Ulrich-Museum
  - Der heilige Sebastian. um 1510 – 1515
- Dresden, Kupferstichkabinett
  - Gebirgslandschaft mit Brücke.
- Erlangen, Graphische Sammlung der Universität
  - Berglandschaft hinter Wasser. (recto); Die heilige Barbara. (verso) um 1510 – 1515
- Frankfurt/M., Städel
  - Fahnenschwinger und zwei Landsknechte. um 1506 – 1508
  - Die heilige Anna Selbdritt. um 1509/10
  - Der heilige Johannes der Evangelist auf Patmos. um 1510
- ehemals Haarlem, Sammlung Koenigs
  - Zwei reitende Frauen mit Kavalier.
  - Die heilige Elisabeth von Thüringen.
- Kopenhagen, Statens Museum for Kunst
  - Landschaft mit großer Fichte. um 1530 – 1535
- London, University College
  - Stehende Frau. um 1508 – 1510
- New York, Metropolitan Museum of Art
  - Zwei stehende Landsknechte.
- Nürnberg, Germanisches Nationalmuseum
  - Baumgruppe. um 1514
- Paris, Musée National du Louvre
  - Gebirgslandschaft am Wasser.
- Regensburg, Städtisches Museum
  - Die Enthauptung des heiligen Johannes des Täufers. um 1506
- Wien, Graphische Sammlung Albertina
  - Seelandschaft. um 1525
- Windsor, Royal Collection
  - Der Drachenkampf des heiligen Georg.

### Grafiken
- Kupferstiche
  - Sinnbild der Eitelkeit. 1506
  - Dame mit Pfauenwappen. 1506
  - Liebhaber mit Dirne. 1508
- Holzschnitte
  - Turnier. 1513 (dreiteilig)[8]
  - Titeleinfassung zu Nicolaus Marschalk: Institutionum Reipublice Militaris ac civilis libri novem. 1515
  - Ankündigung des Rostocker Glückshafens. 1518
  - Titeleinfassung zum Ordinarius inclite. 1519
  - Die Geburt Christi. um 1519/20
  - Illustrationen zu Reyneke Vosz de olde, Rostock: Ludwig Dietz 1539
  - 79 Holzschnitte zur Lübecker Bibel (1533/34)
  - Titelfassung zum Neuen Testament 1539
- Radierungen
  - Gebirgslandschaft. um 1515–1520